# San Miguel de Cozumel
San Miguel de Cozumel (del maya: Kosom lumil ‘Tierra de las golondrinas’) es la mayor y principal ciudad de la isla de Cozumel, siendo cabecera del municipio del mismo nombre y la segunda cabecera municipal más antigua del estado mexicano de Quintana Roo.
En mayo de 1518, zarpó de Cuba una expedición al mando del capitán Juan de Grijalva. El 3 de mayo arribaron a Cozumel, a la que llamaron de la Santa Cruz, por ser la festividad cristiana de ese día. Los días siguientes bordearon la costa y desembarcaron hasta el día 6. Después del desembarco, posiblemente en el área cercana a la actual unidad habitacional militar, tuvo lugar el ritual de la toma de posesión en nombre del monarca español y se celebró la primera misa católica documentada en territorio mexicano oficiada por el capellán de la expedición, el sacerdote Juan Díaz Núñez. Dos días después partieron.
La ciudad fue fundada a mediados del siglo XIX por población que huía del continente debido a la Guerra de Castas. Se constituyó pronto en el único asentamiento permanente en lo que hoy es Quintana Roo hasta la fundación de Santa Cruz de Bravo. 
Actualmente es uno de los principales destinos turísticos de México, principalmente de cruceros. El Puerto de Cozumel es el principal puerto de arribo de México y del Caribe y uno de los principales del mundo.
Sus aguas son famosas para la práctica del buceo.
En el mes de octubre de 2005, la ciudad y toda la isla fue severamente dañada por el Huracán Wilma, recuperándose económica y turísticamente el año siguiente, al igual que la mayor parte del norte de Quintana Roo.

## Historia

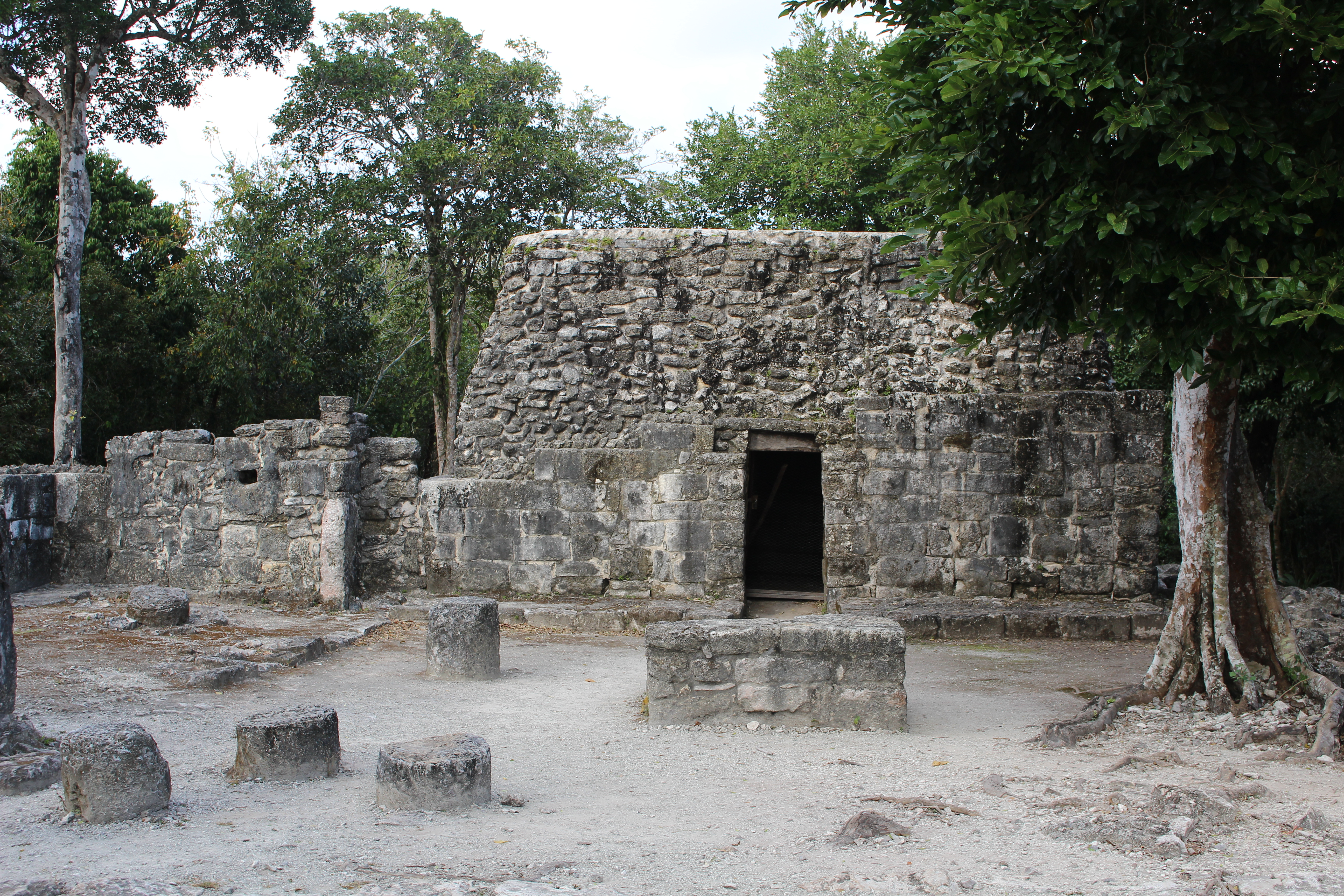
Ruinas mayas de Cozumel

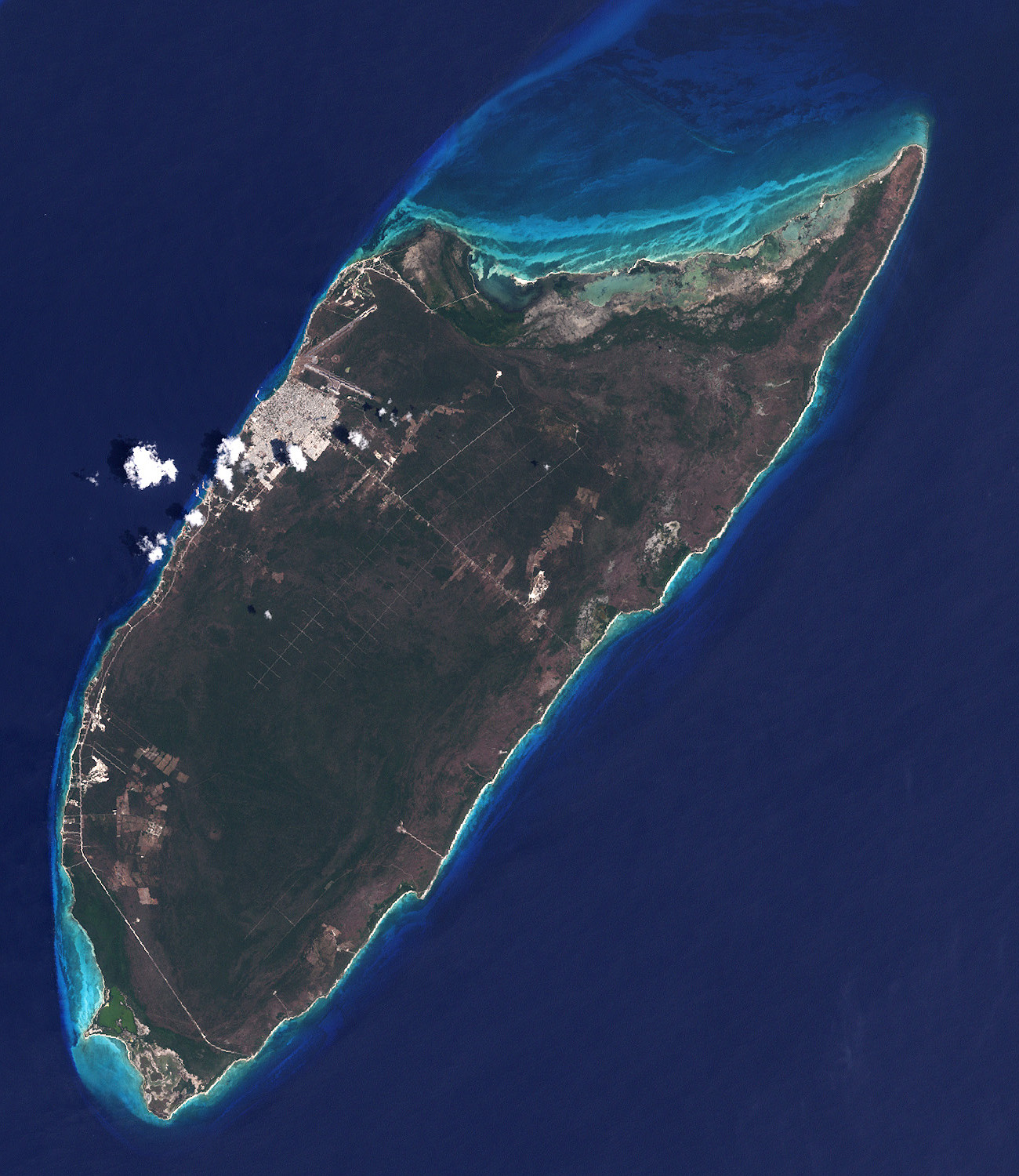
Imagen por satélite de la isla de Cozumel en 2001.

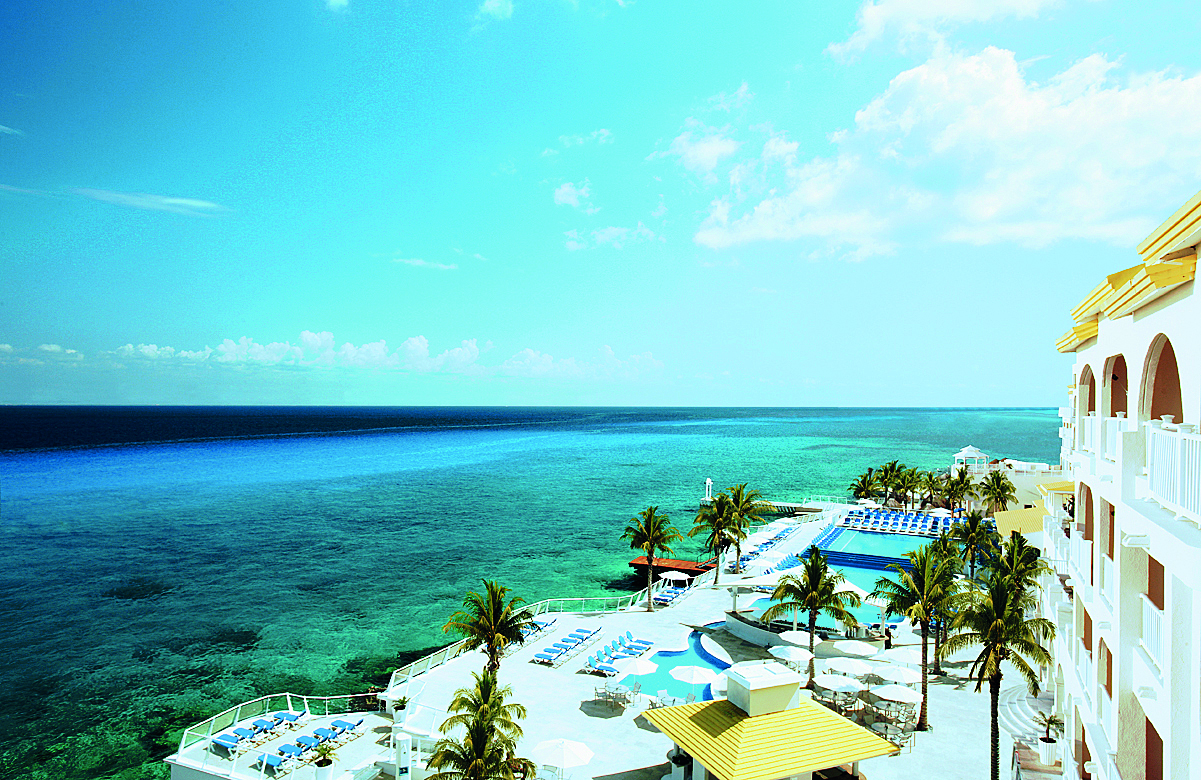
Un hotel de Cozumel

Los vestigios de ocupación humana más antiguos, conocidos en la Isla, datan de los primeros años de la Era cristiana y se atribuyen a ocasionales asentamientos de grupos nómadas del Caribe. El grupo colonizador de Cozumel, hizo de la Isla un importante punto comercial y le imprimió su sello cultural, destacándose dos puntos: la implantación del culto a Ixchel, diosa madre, patrona del tejido, la fertilidad, la preñez y el parto, identificada con la Luna, haciendo de la Isla su principal santuario y la asignación del topónimo que aunque deformado aún identifica a la Isla. Originalmente el nombre maya fue Cuzaam luumil, por apócope se convirtió en Cuzamil y por deformación fonética, los hispanos lo transformaron en el Cozumel que utilizamos actualmente. Etimológicamente el toponímico puede dividirse así: Cuzam: golondrina; Luum: tierra o lugar e IL: de perteneciente a. Literalmente puede por tanto traducirse como lugar o tierra de golondrinas.
Al llegar los españoles, se toparon con una civilización que en algunos aspectos superaba en conocimiento al mundo europeo. Los mayas de entonces, poseían un sistema de escritura, un calendario más exacto que el europeo, conocimientos astronómicos sobre Venus, Marte y otros planetas, capacidad para predecir eclipses y sobre todo avanzados conocimientos matemáticos, con una numeración vigesimal, utilizando el concepto del cero y capacidad para realizar complicados cálculos, desde siglos antes de que se conociera ese adelanto en Europa.
En 1517, el entonces Gobernador de Cuba Diego Velázquez, organizó una expedición de captura de esclavos en las islas cercanas, la cual puso al mando del capitán Francisco Hernández de Córdova, Un año después, en mayo de 1518, zarpó una nueva expedición al mando del capitán Juan de Grijalva. El 3 de mayo arribaron a Cozumel, a la que llamaron de la Santa Cruz, por ser la festividad cristiana de ese día. Al año siguiente, en febrero de 1519 una nueva expedición partió de Cuba, al mando del extremeño Hernán Cortés. Esta vez el ánimo era el de ocupar y posesionarse de las nuevas tierras; La irrupción de la conquista cuyo peso poco a poco se inclinó hacia el centro del país y la creación de nuevos centros de poder político y económico, desvío del Caribe Mexicano el movimiento comercial y Cozumel de ser un floreciente emporio, poco a poco pasó a ser un sitio en decadencia, escasamente poblado.
El semi abandono de la Isla llegó a su fin en 1848, un año antes en el pueblo de Tepich, los campesinos mayas cansados de siglos de explotación, se levantaron en armas contra sus explotadores iniciando el 30 de julio de 1847 la mal llamada Guerra de las Castas, en realidad una guerra social campesina, una a una todas las poblaciones cayeron en manos de los rebeldes quienes saqueaban, mataban e incendiaban sin compasión, al caer Valladolid en marzo de 1848, Esas veintiún familias llegadas originalmente tenían un gran sentido de organización y para 1850 contaban con un consejo municipal, Juez de paz y guardia cívica. En los primeros años del siglo XX, con la fundación de la hoy ciudad capital Chetumal, la caída de la capital rebelde de Chan Santa Cruz, hoy Carrillo Puerto y sobre todo la creación del territorio Federal de Quintana Roo en 1902.
Al iniciarse la segunda mitad del siglo pasado, las actividades económicas tradicionales entraron en crisis, y puesta la comunidad en una encrucijada, encontró en el turismo una nueva opción de trabajo. El auténtico pionero de la actividad fue el estadounidense Ilya Chamberlain promotor del primer hotel turístico por 1960, En la década de los 70 se inició regularmente el arribo de cruceros turísticos, segmento del sector que ha hecho de . El primer buque en visitarnos se denominaba “Ariadne” de bandera de Bahamas, posteriormente solían arribar el “Reinssance” Francés y el “Odessa” de bandera rusa, en aquellos inicios los arribos eran ocasionales.

## Ubicación

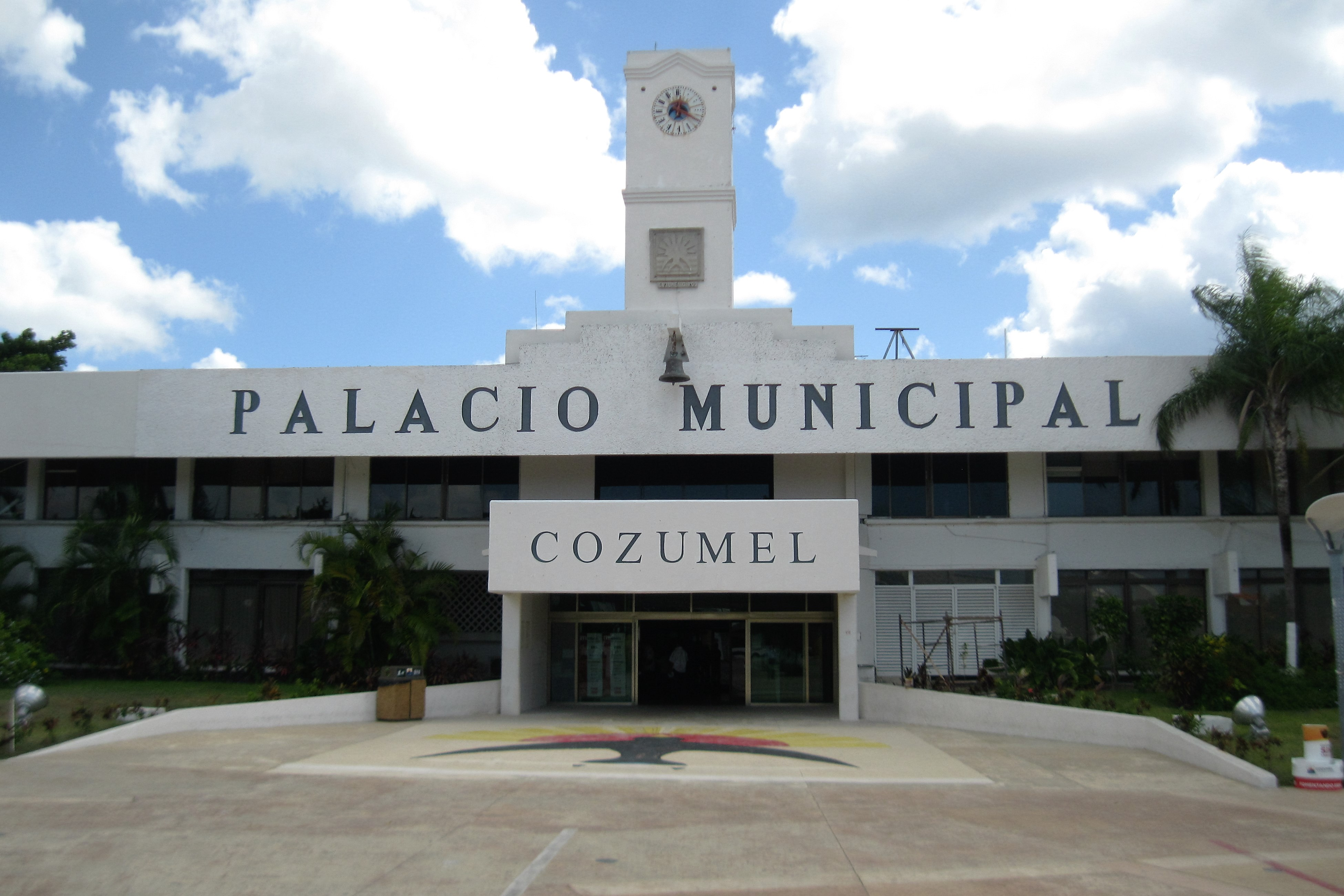
Sede del gobierno municipal de Cozumel, en San Miguel de Cozumel

San Miguel de Cozumel se encuentra sobre el margen oeste de la isla, frente a la localidad continental de Playa del Carmen, en las coordenadas 20°31′00″N 86°56′30″O.

## Demografía
La ciudad de San Miguel de Cozumel cuenta según datos del XIV Censo General de Población y Vivienda consultado por el Instituto Nacional de Estadística y Geografía en el año 2020 con una población de 84,519 habitantes, por lo que es por su población la 4° ciudad más poblada de Quintana Roo y la 147° ciudad más poblada de México
| Gráfica de evolución demográfica de San Miguel de Cozumel entre 1900 y 2020                       |
|                                                                                                   |
| Población de los censos del Instituto Nacional de Estadística y Geografía (INEGI) de 1900 a 2020. |

## Transporte

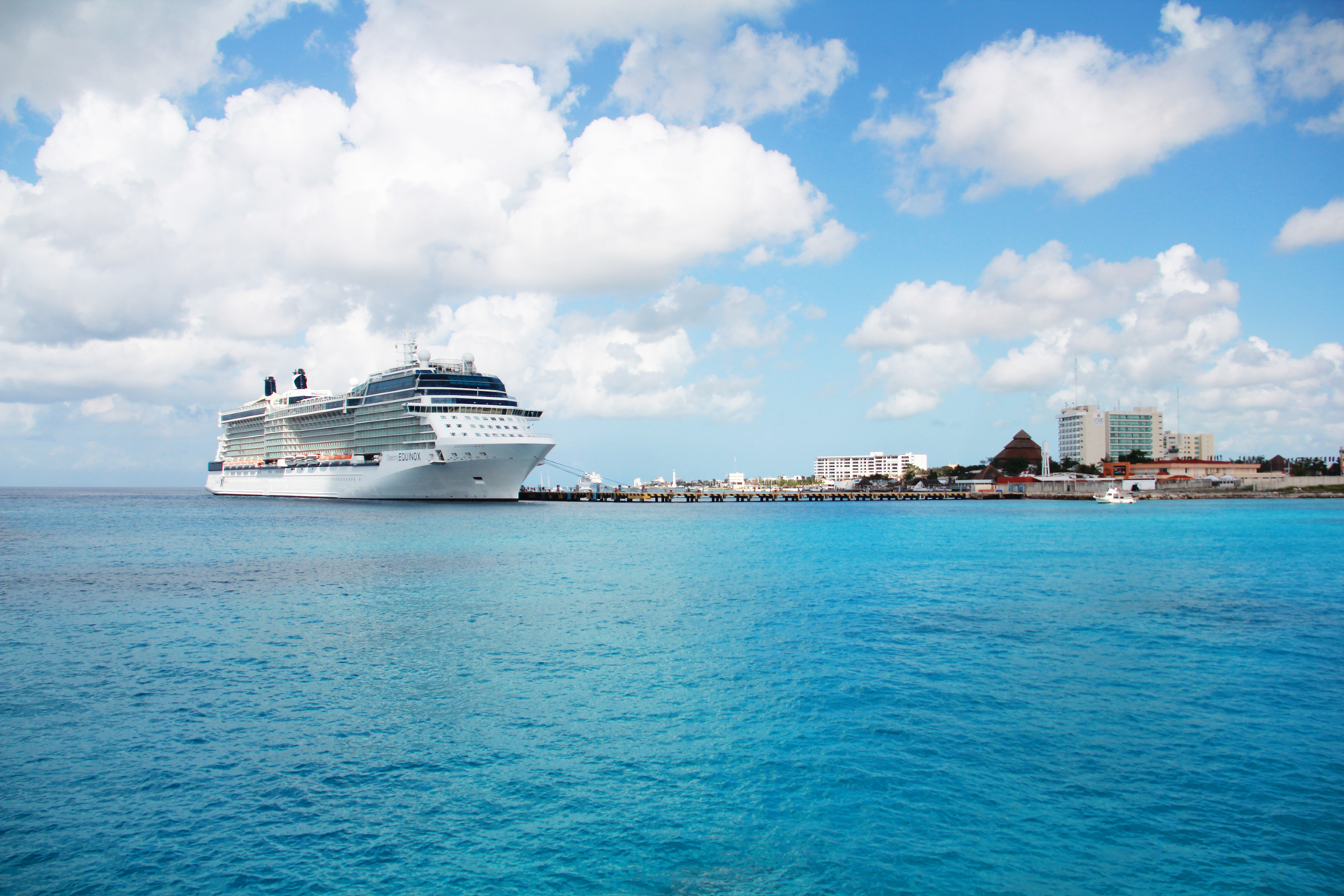
Puerto de cruceros en San Miguel de Cozumel; el barco en la imagen es el Celebrity Equinox.

San Miguel de Cozumel cuenta con el Aeropuerto Internacional de Cozumel, ubicado al norte de la ciudad, con destinos nacionales (dispone de un puente aéreo con Cancún) e internacionales (vuelos directos desde Canadá y ciudades de Estados Unidos como Atlanta, Denver, Dallas, Charlotte y Houston), y una ruta de ferry's operada por tres compañías que sirve para la comunicación con Playa del Carmen y el resto de la superficie continental.
cuenta con 83 camiones de pasajeros para el transporte público, y una red carretera de 65 kilómetros.

## Clima
| Parámetros climáticos promedio de San Miguel de Cozumel        | Parámetros climáticos promedio de San Miguel de Cozumel | Parámetros climáticos promedio de San Miguel de Cozumel | Parámetros climáticos promedio de San Miguel de Cozumel | Parámetros climáticos promedio de San Miguel de Cozumel | Parámetros climáticos promedio de San Miguel de Cozumel | Parámetros climáticos promedio de San Miguel de Cozumel | Parámetros climáticos promedio de San Miguel de Cozumel | Parámetros climáticos promedio de San Miguel de Cozumel | Parámetros climáticos promedio de San Miguel de Cozumel | Parámetros climáticos promedio de San Miguel de Cozumel | Parámetros climáticos promedio de San Miguel de Cozumel | Parámetros climáticos promedio de San Miguel de Cozumel | Parámetros climáticos promedio de San Miguel de Cozumel |
| Mes                                                            | Ene.                                                    | Feb.                                                    | Mar.                                                    | Abr.                                                    | May.                                                    | Jun.                                                    | Jul.                                                    | Ago.                                                    | Sep.                                                    | Oct.                                                    | Nov.                                                    | Dic.                                                    | Anual                                                   |
| -------------------------------------------------------------- | ------------------------------------------------------- | ------------------------------------------------------- | ------------------------------------------------------- | ------------------------------------------------------- | ------------------------------------------------------- | ------------------------------------------------------- | ------------------------------------------------------- | ------------------------------------------------------- | ------------------------------------------------------- | ------------------------------------------------------- | ------------------------------------------------------- | ------------------------------------------------------- | ------------------------------------------------------- |
| Temp. máx. abs. (°C)                                           | 32.4                                                    | 33.5                                                    | 35.4                                                    | 36.6                                                    | 37                                                      | 37.4                                                    | 37.7                                                    | 38                                                      | 37.1                                                    | 36.1                                                    | 34.3                                                    | 32.2                                                    | 38                                                      |
| Temp. máx. media (°C)                                          | 28.6                                                    | 29.1                                                    | 30.0                                                    | 32.0                                                    | 32.7                                                    | 32.4                                                    | 32.6                                                    | 33.0                                                    | 31.9                                                    | 30.7                                                    | 29.7                                                    | 28.6                                                    | 30.9                                                    |
| Temp. media (°C)                                               | 25                                                      | 25.4                                                    | 25.6                                                    | 25.7                                                    | 25.9                                                    | 26                                                      | 26.7                                                    | 26.3                                                    | 26                                                      | 25.6                                                    | 25.4                                                    | 25.1                                                    | 25.6                                                    |
| Temp. mín. media (°C)                                          | 19.4                                                    | 19.4                                                    | 20.7                                                    | 21.8                                                    | 22.9                                                    | 23.8                                                    | 23.5                                                    | 23.5                                                    | 23.6                                                    | 23.1                                                    | 21.7                                                    | 20.3                                                    | 22                                                      |
| Temp. mín. abs. (°C)                                           | 13.5                                                    | 13.5                                                    | 15.4                                                    | 15.8                                                    | 16.6                                                    | 17.5                                                    | 17.4                                                    | 16.4                                                    | 14.3                                                    | 13.4                                                    | 13                                                      | 12.6                                                    | 12.6                                                    |
| Precipitación total (mm)                                       | 81.4                                                    | 60.0                                                    | 32.2                                                    | 44.8                                                    | 110.6                                                   | 191.7                                                   | 115.5                                                   | 141.7                                                   | 240.2                                                   | 242.5                                                   | 122.5                                                   | 106.8                                                   | 1489.9                                                  |
| Días de precipitaciones (≥ 1 mm)                               | 8.7                                                     | 6.5                                                     | 4.0                                                     | 3.7                                                     | 7.2                                                     | 12.6                                                    | 11.8                                                    | 13.4                                                    | 15.4                                                    | 15.7                                                    | 11.1                                                    | 9.8                                                     | 119.9                                                   |
| Horas de sol                                                   | 11.0                                                    | 11.5                                                    | 12.0                                                    | 12.6                                                    | 13.1                                                    | 13.4                                                    | 13.2                                                    | 12.8                                                    | 12.2                                                    | 11.7                                                    | 11.2                                                    | 10.5                                                    | 145.2                                                   |
| Fuente: worldweather.org y The Weather Channel octubre de 2012 |                                                         |                                                         |                                                         |                                                         |                                                         |                                                         |                                                         |                                                         |                                                         |                                                         |                                                         |                                                         |                                                         |